# AIDA64
AIDA64 — приложение для профилирования и тестирования производительности системы, диагностики и аудита, разработанное венгерской компанией FinalWire Ltd для операционных систем Windows, Android, iOS, ChromeOS, Sailfish OS, Windows Phone, Ubuntu Touch и Tizen. Отображает подробную информацию о компонентах устройства с возможностью сохранить в файл в таких форматах, как HTML, CSV или XML.

## История

### ASMDEMO
Aida началась в 1995 году с бесплатного программного обеспечения ASMDEMO, 16-битного программного обеспечения для анализа оборудования DOS с базовыми возможностями. Написана Тамаш Миклошем на ассемблере и паскале. В 1996 году была представлена первая публичная версия ASMDEMO v870, включающая бенчмарк CPU и HDD.

### AIDA
Затем, в 2000 году, была выпущена AIDA 1.0, предоставлявшая базу данных оборудования с 12 000 записей, поддержку 32-битных тестов производительности MMX и SSE. С расширением возможностей программа была переименована в AIDA16, по-прежнему имела текстовый интерфейс.

### AIDA32

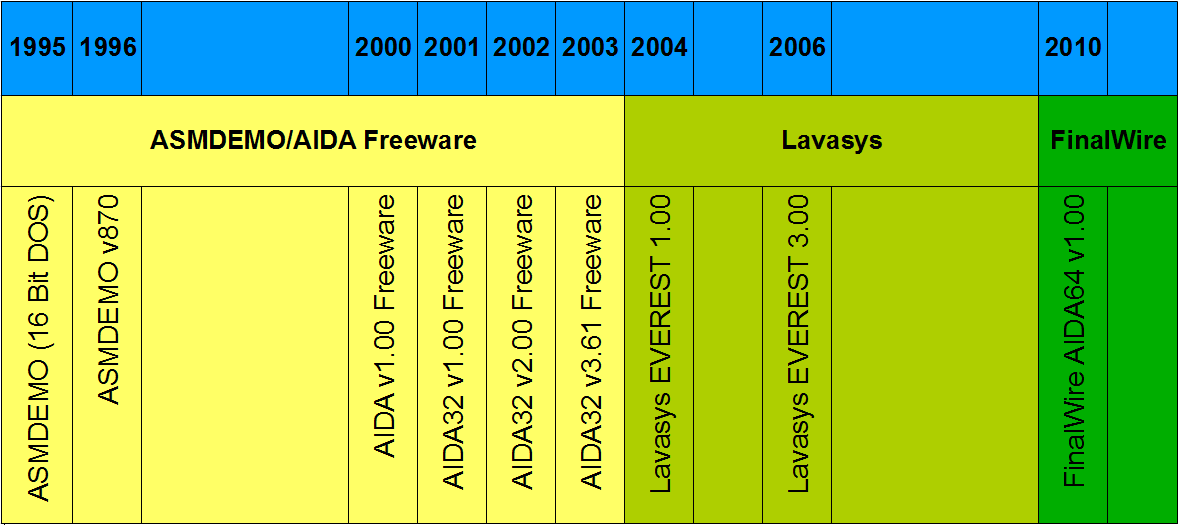
График, демонстрирующий прогресс и развитие программного обеспечения AIDA/Everest в прошлом

В 2001 году выпущена AIDA32 1.0, 32-битный инструмент диагностики системы Windows с базовыми возможностями. Написанная на Delphi, программа стала использовать графический интерфейс.
В 2002 году выпущена AIDA32 2.0, добавляющая отчеты XML и аудит сети с поддержкой базы данных SQL.
В 2003 году вышла AIDA32 3.61 с базой данных оборудования на 25 000 записей, диагностикой мониторов и локализацией на 23 языка.
Последняя версия 3.94 вышла 24 марта 2004 года. AIDA32 распространялась как бесплатное программное обеспечение и как портативный исполняемый файл, который не требовал установки на компьютер.

### Everest
В апреле 2004 года Миклош был назначен исполнительным вице-президентом по исследованиям и разработкам программного обеспечения в Lavalys. Преемником AIDA32 стал коммерческий продукт компании Lavalys.
Была бесплатной до версии 2.20, которая все ещё доступна через сайты распространения бесплатного программного обеспечения. Бесплатная версия Everest Home Edition была прекращена 1 декабря 2005 года в пользу полной коммерческой и платной версии.
Версия 3.00, вышедшая в 2006 году, содержит базу данных оборудования на 44 000 записи, графический удаленный контроль и тест стабильности системы.
Последняя версия 5.50 была представлена в апреле 2010 года.

### Corsair Memory Dashboard
В 2004 году был выпущен модуль памяти Corsair Xpert. С ним эксклюзивно поставлялась бесплатная утилита для работы с памятью, основанная на AIDA32.

### AIDA64
Lavalys выкупает FinalWire, частная компания из членов, работавших над AIDA с самого начала и расположенная в Будапеште, Венгрия. Тамаш Миклош становится управляющим директором FinalWire. Становится основным продуктов компании. Распространяется как платный продукт с 30-дневным пробным периодом.
Добавляет набор из 64 тестов производительности процессора и памяти, оптимизированное сжатие данных ZLib и расширенный набор тестов производительности вычислений с плавающей запятой на основе фракталов, новый метод тестирования процессора для определения производительности вычисления криптографических хэш-значений, поддержку SSD (записи SMART, специфичные для SSD, и т. д.) и расширяя базу данных оборудования до 115 000 записей. Все тесты производительности AIDA64 портированы на 64-битную архитектуру и используют инструкции MMX, 3DNow! и SSE для нагрузки всего потенциала современных многоядерных процессоров Intel и AMD. Клиенты, купившие Everest, имели право на бесплатное обновление до AIDA64 до 20 октября 2010 года.
AIDA64 доступна в четырёх редакциях: Extreme, предназначенной для домашнего использования и ориентированными на профессионалов AIDA64 Engineer, AIDA64 Business и AIDA64 Network Audit.
6 октября 2010 года была выпущена версия 1.0.
В октябре 2011 года получила возможность автоматического обновления, а база данных увеличилась до 133 000 записей.
В марте 2015 года версия 5.20.3400 имела базу данных оборудования на 176 000 записей.
5 марта 2015 года представлена для Android. Отображения информации о SoC, CPU, экране, батарее, температуре, сети Wi-Fi и сотовой связи, свойствах Android, деталях GPU, других списках устройств (PCI, датчики и т. д.) и списке установленных приложений, кодеков и системных директорий. Также доступна версия для платформы Android Wear.
8 мая 2015 года выпущена для iOS и Windows Phone в честь 20-летия программного обеспечения (1995 год с ASMDEMO). Планировалось, что приложение для Windows Phone будет преобразовано в универсальное приложение во второй половине 2015 года.
28 июля 2015 года добавлена поддержка новых поколений процессоров Intel, AMD и Nvidia GPGPU, новые SSD, а также Windows 10 и Windows Server 2016. Выпущена версия и для Tizen. Примерно в это время вышла версия для Ubuntu Touch.
20 июня 2016 года на странице AIDA64 в Facebook была показана версия для Android, работающая на Asus Chromebook под управлением ChromeOS.
24 июня 2016 года, также на странице в Facebook, было объявлено о доступности AIDA64 для Sailfish OS.
На 2024 имеет 240 000 записей оборудования.

## Возможности программы
Анализ конфигурации устройства и выдача подробной информацию об:
- установленных в системе устройствах — процессорах, системных платах, видеокартах, аудиокартах, модулях памяти и т. д.
- их характеристиках: тактовая частота, напряжение питания, размер кэшей, и т. д.
- поддерживаемых ими наборах команд и режимах работы
- их производителях
- установленном программном обеспечении
- конфигурации операционной системы
- установленных драйверах
- автоматически загружаемых программах
- запущенных процессах
- имеющихся лицензиях

Объём информации, выдаваемый AIDA64, просто огромен!журнал UP Special

### Тестирование производительности ПК
Набор бенчмарков позволяет протестировать:
- чтение из памяти — тестирует скорость пересылки данных из ОЗУ к процессору.
- запись в память — тестирует скорость пересылки данных из процессора к ОЗУ.
- копирование в памяти — тестирует скорость пересылки данных из одних ячеек памяти в другие через кэш процессора.
- задержка памяти — тестирует среднее время считывания процессором данных из ОЗУ.
- CPU Queen — тестирует производительность процессора в целочисленных операциях при решении классической «Задачи с ферзями».
- CPU PhotoWorxx — тестирует производительность блоков целочисленных арифметических операций, умножения, а также подсистемы памяти при выполнении ряда стандартных операций с RGB-изображениями.
- CPU ZLib — тестирует производительность процессора и подсистемы памяти при создании архивов формата ZIP при помощи популярной открытой библиотеки zlib. Использует целочисленные операции.
- CPU AES — тестирует скорость процессора при выполнении шифрования по криптоалгоритму AES. Способен использовать низкоуровневые команды шифрования процессоров VIA C3 и C7.
- FPU Julia — тестирует производительность блоков процессора, выполняющих операции с плавающей запятой, в вычислениях с 32-разрядной точностью. Моделирует несколько фрагментов фрактала Жюлиа. При возможности использует инструкции MMX, SSE и 3DNow!.
- FPU Mandel — тестирует производительность блоков процессора, выполняющих операции с плавающей запятой, в вычислениях с 64-разрядной точностью путём моделирования нескольких фрагментов фрактала Мандельброта. Способен использовать инструкции SSE2.
- FPU SinJulia — усложненный вариант теста FPU Julia. Тестирует производительность блоков процессора, выполняющих операции с плавающей запятой, в вычислениях с 80-разрядной точностью. Использует инструкции x87, предназначенные для вычисления тригонометрических и показательных функций.

## Редакции
Программа имеет 4 редакции:
- Extreme — диагностика, тестирование и сбор системной информации для домашних пользователей;
- Engineer — диагностика, тестирование и сбор системной информации для специалистов и инженеров в сфере ИТ;
- Network Audit — инвентаризация программного и аппаратного обеспечения для предприятий;
- Business — инвентаризация сети и управления ИТ-активами для предприятий[17];

И мобильные версии программы для операционных систем: Android, iOS, и Sailfish OS. Версия для Windows Phone не обновлялась с 2017 года, для Ubuntu Touch — с 2016.

## Критика
В 2010 году, журнал ComputerBild, присудил Everest Ultimate 4 место в групповом тесте 6 программ-анализаторов, выставив программе оценку «хорошо». Среди достоинств были отмечены наличие тестов функциональности и производительности, а также самое лучшее распознание устройств. Среди недостатков отмечалась реклама платных сервисов.